# Schefflera reiniana
Schefflera reiniana är en araliaväxtart som beskrevs av David Gamman Frodin. Schefflera reiniana ingår i släktet Schefflera och familjen araliaväxter.
Artens utbredningsområde är Java. Inga underarter finns listade.